# Julian Holloway
Julian Holloway (ur. 24 czerwca 1944 w Watlington, zm. 16 lutego 2025 w Bournemouth) – brytyjski aktor, w pierwszej części swojej kariery znany z ról komediowych, m.in. w filmach z cyklu Cała naprzód, a od lat 90. pracujący głównie jako aktor dubbingowy.

## Życiorys
Jego debiut ekranowy miał miejsce w 1961 roku, kiedy to zagrał maleńką, nieujętą w napisach, rólkę w filmie Dentist on the Job. Rok później po raz pierwszy pojawił się w serialu telewizyjnym, grając w czterech odcinkach produkcji Our Man Higgins. W 1967 zagrał w filmie Za tym wielbłądem!, który był pierwszą z siedmiu części Całej naprzód z jego udziałem. Ze względu na swój wiek i aparycję był tam zwykle obsadzany w rolach młodych chłopaków, nie gardzących towarzystwem pięknych kobiet.
W kolejnych latach występował m.in. w takich produkcjach jak Królowa Elżbieta, Beverly Hills, 90210, The Professionals, The New Avengers, Młody Winston, Gruby szlif czy Dziennik zakrapiany rumem. Od początku lat 90. mieszkał w Los Angeles, gdzie pracował przede wszystkim w dubbingu. Jego głos można było usłyszeć w angielskich wersjach językowych takich filmów i seriali jak m.in. Kapitan Zed: strefa snu, Gdzie jest Wally?, Opowieść wigilijna czy Zwyczajny serial.

## Życie prywatne
Był synem aktora Stanleya Hollowaya. W połowie lat 70. był krótko związany z pisarką Tessą Dahl, córką pisarza Roalda Dahla. Ma z tego związku córkę Sophie Dahl, która była przez wiele lat modelką, a obecnie sama została pisarką. Jego zięciem był Jamie Cullum, jeden z najpopularniejszych brytyjskich muzyków jazzowych. Później był jeszcze dwukrotnie żonaty, jednak oba związki zakończyły się rozwodami.